# Kansai (Zweckverband)

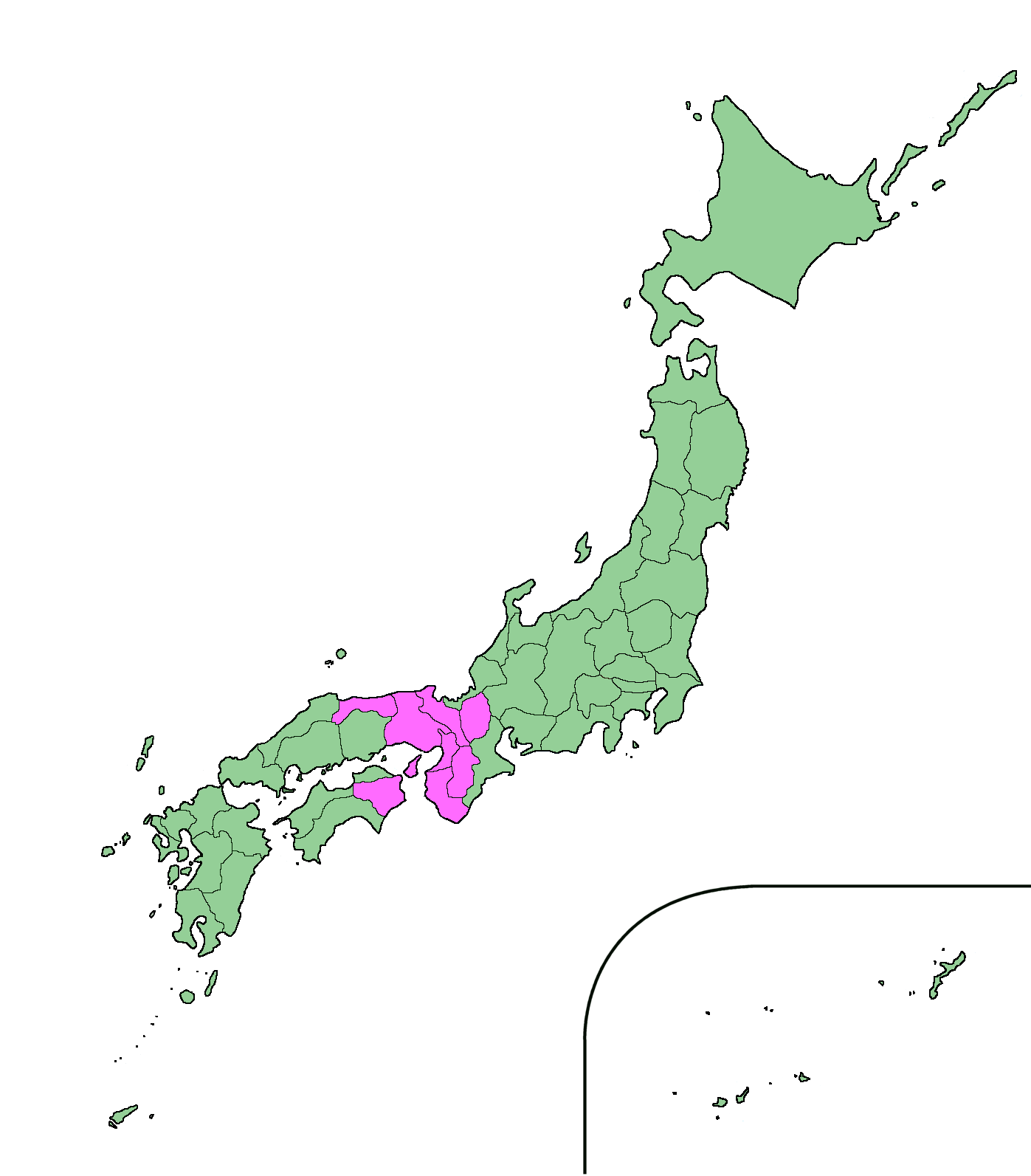
Die am Zweckverband Kansai beteiligten Präfekturen

Der Zweckverband Kansai (jap. 関西広域連合 Kansai Kōiki Rengō, engl. "Union of Kansai Governments") ist ein Zweckverband (Kōiki Rengō) in der gleichnamigen japanischen Region Kansai. Er wurde 2010 von den Verwaltungen der Präfekturen (-fu/-ken) Shiga, Kyōto, Osaka, Hyōgo, Wakayama, Tottori und Tokushima gegründet. Später schlossen sich auch die Präfektur Nara und die Städte (-shi) Osaka, Kōbe, Kyōto und Sakai an.

## Gründung
Im Dezember 2010 schlossen sich sieben Präfekturen  zu einer Verwaltungskooperation zusammen, die über die Zusammenarbeit in der regionalen Gouverneurskonferenz hinausgehen soll. Der Zweckverband Kansai arbeitet zunächst in wenigen Gebieten wie dem Rettungsdienst, der Tourismusförderung oder dem Katastrophenschutz zusammen, die Ausdehnung auf weitere Bereiche der Verwaltung ist geplant. Die Gründung erfolgte mit Zustimmung des Ministeriums für allgemeine Angelegenheiten unter Minister Yoshihiro Katayama und soll als Präzedenzfall für weitere Regionalverbünde dienen. Die Zentralregierung arbeitet seit Jahren an einer Neuordnung regionaler Verwaltungen, bei der größere Einheiten wie die Regionen Japans entstehen sollen, die dann ein höheres Maß an Autonomie und finanzieller Handlungsfähigkeit haben als die bestehenden Präfekturen (siehe Dōshūsei). Die Präfektur Nara unter Gouverneur Shōgo Arai beteiligte sich zunächst nicht am Kansai Kōiki Rengō; auch Mie und Fukui, die an den Vorberatungen teilgenommen hatten, gehörten nicht zu den Gründungsmitgliedern. Auch die vier „regierungsdesignierten Großstädte“ (seirei shitei toshi) der Region Osaka, Kōbe, Kyōto und Sakai sollten in den Zweckverband einbezogen werden, wobei die Stadt Kyōto unter Bürgermeister Daisaku Kadokawa ursprünglich nicht teilnehmen wollte.

### Mission
In Japan bestehen die Probleme einer übermäßigen Bevölkerungs- und Industriekonzentration im Großraum Tokio und des Bevölkerungsrückgangs anderswo weiter, und die Möglichkeit eines Nahfeldbebens im Großraum Tokio sowie eines Erdbebens im Nankai-Trog nimmt zu. Der Union der Regierungen von Kansai kommt eine große Rolle und Verantwortung in dem Sinne zu, dass die Region Kansai eine bilaterale Struktur innerhalb des Landes und eine dezentralisierte Gesellschaft erreichen muss, in der lokale Angelegenheiten vor Ort entschieden werden können.